# Sphaerodactylus heliconiae
Sphaerodactylus heliconiae este o specie de șopârle din genul Sphaerodactylus, familia Gekkonidae, descrisă de Thaddeus William Harris în anul 1982. Conform Catalogue of Life specia Sphaerodactylus heliconiae nu are subspecii cunoscute.